# Науковедение
Наукове́дение — исследовательская отрасль, занимающаяся изучением науки, её структуры, динамики, взаимодействие и связь с различными социальными институтами, материальной и духовной жизнью; междисциплинарная область исследований, рассматривающих науку в широком социальном, историческом и философском контексте. Науковедение использует различные методы для анализа выработки, представления и получения научных знаний и их эпистемологической и семиотической ролей.
Подобно культурологии, научные исследования определяются предметом их исследования и охватывают широкий спектр различных теоретических и методологических перспектив и практик. Междисциплинарный подход может включать и заимствовать методы из гуманитарных, естественных и формальных наук, от наукометрии до этнометодологии или когнитивной науки. Научные исследования имеют определённое значение для оценки и научной политики. Пересекаясь с областью науки, техники и общества, практики изучают взаимосвязь между наукой и техникой, а также взаимодействие экспертного и непрофессионального знания в общественной сфере.

## История
Первые шаги к выявлению закономерности развития науки были предприняты в середине XIX века. Одним из первых за изучение факторов, влияющих на развитие науки, взялся ботаник Декандоль. С началом научно-технической революции в XX веке науковедение стало приобретать все большее значение.
В 1930-е формируется проблематика науковедения, с 1940-х учёные стали проводить эмпирические исследования научной деятельности. В самостоятельную отрасль науковедение оформилось в СССР в 60-х годах.

## Науковедческие дисциплины
- Наукометрия
- История науки
- Философия науки
- Методология науки
- Социология науки
- Социология научного знания
- Экономика науки
- Психология науки
- Культурология науки (наука как часть культуры, развивающаяся по её общим законам)

## Учёные-науковеды
- Кун, Томас Сэмюэл
- Авдулов, Андрей Николаевич
- Добров, Геннадий Михайлович
- Кулькин, Анатолий Михайлович